# Corriverton
Corriverton is de meest noordoostelijke plaats van Guyana. Het ligt in het noorden van de provincie East Berbice-Corentyne, aan de monding van de Corantijnrivier in de Atlantische Oceaan. De plaats heeft een inwonertal van 11.386 (census 2012).
Corriverton is door een veerpont verbonden met South Drain (aankomst tien kilometer zuidelijk in Moleson Creek), dat op 37 kilometer afstand ligt van de Surinaamse grensstad Nieuw-Nickerie. De stad ligt in de vroegere regio Berbice, op 313 kilometer van Georgetown aan het einde van de (geasfalteerde) kustweg die start in New Amsterdam.
De plaats ontstond in 1970 door de bestuurlijke samenvoeging van de plaatsen Springlands en Skeldon en een aantal omliggende dorpen, die bij de samenvoeging vaak hernoemd werden tot een nummer (bijvoorbeeld 'Number Sixty-one') naar hun suikerrietplantages, die in handen zijn van leden van de familie Booker.
De bevolking bestaat met name uit hindoes, christenen en moslims, hetgeen duidelijk terug te zien is in de gebouwen van de stad; er bevindt zich een hindoetempel, alsook een aantal kerken en moskeeën. Net als in India lopen zeboes er vrij rond. Naast deze drie religies zijn er ook gemeenschappen die het rastafarianisme of het bahaigeloof aanhangen.
Rond Corriverton wordt suikerriet en rijst verbouwd, visserij bedreven en vee gehouden. De grootste werkgever is staatssuikerbedrijf Guysuco, die een suikerfabriek (verwerking van ruwe suikerriet tot melasse voor de export) heeft in Skeldon. In de stad bevinden zich tevens langs de rivier een dozijn zaagmolens, die hout dat wordt aangevoerd over de rivier verwerken tot planken voor huizen en meubilair voor de lokale regio. Ten slotte heeft Corriverton een dagelijkse markt, maar het aanbod hier is beperkt. Het grootste deel van de bevolking bestaat uit gelegenheidswerkers, waarbij seizoensarbeid veel voorkomt.
In de plaats bevindt zich de (voormalig lutheraanse) Skeldon High School (middelbaar onderwijs), alsook een aantal hotels voor het toerisme.
Corriverton · Kasjoe-eiland · Moleson Creek · New Amsterdam · Oreala · Port Mourant · Rose Hall · Sakuru · Wel te Vreeden